# Сент-Аманден
Сент-Аманде́н (фр. Saint-Amandin, окс. Sant Amandin) — коммуна во Франции, находится в регионе Овернь. Департамент — Канталь. Входит в состав кантона Конда. Округ коммуны — Сен-Флур.
Код INSEE коммуны — 15170.
Коммуна расположена приблизительно в 400 км к югу от Парижа, в 60 км юго-западнее Клермон-Феррана, в 55 км к северо-востоку от Орийака.

## Население
Население коммуны на 2008 год составляло 244 человека.
| 1962 | 1968 | 1975 | 1982 | 1990 | 1999 | 2008 |
| ---- | ---- | ---- | ---- | ---- | ---- | ---- |
| 585  | 603  | 422  | 337  | 284  | 245  | 244  |

## Экономика
В 2007 году среди 139 человек в трудоспособном возрасте (15—64 лет) 107 были экономически активными, 32 — неактивными (показатель активности — 77,0 %, в 1999 году было 66,7 %). Из 107 активных работали 97 человек (57 мужчин и 40 женщин), безработных было 10 (5 мужчин и 5 женщин). Среди 32 неактивных 6 человек были учениками или студентами, 15 — пенсионерами, 11 были неактивными по другим причинам.

## Достопримечательности
- Виадук Баражоль (1902 год). Памятник истории с 1984 года[3]
- Церковь Сент-Этьен (XII век). Памятник истории с 1949 года[4]

## Фотогалерея

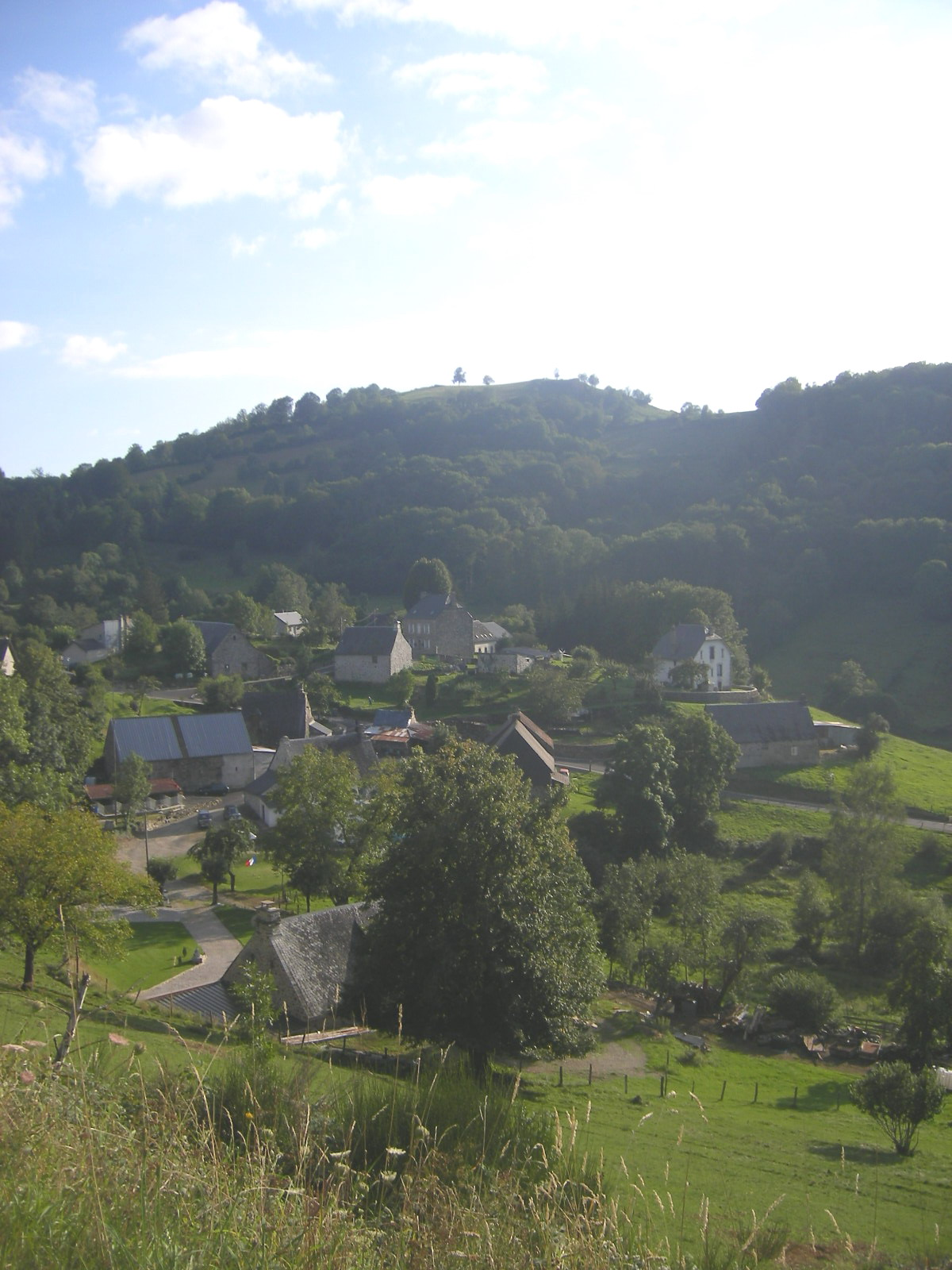
Деревня Шапсаль
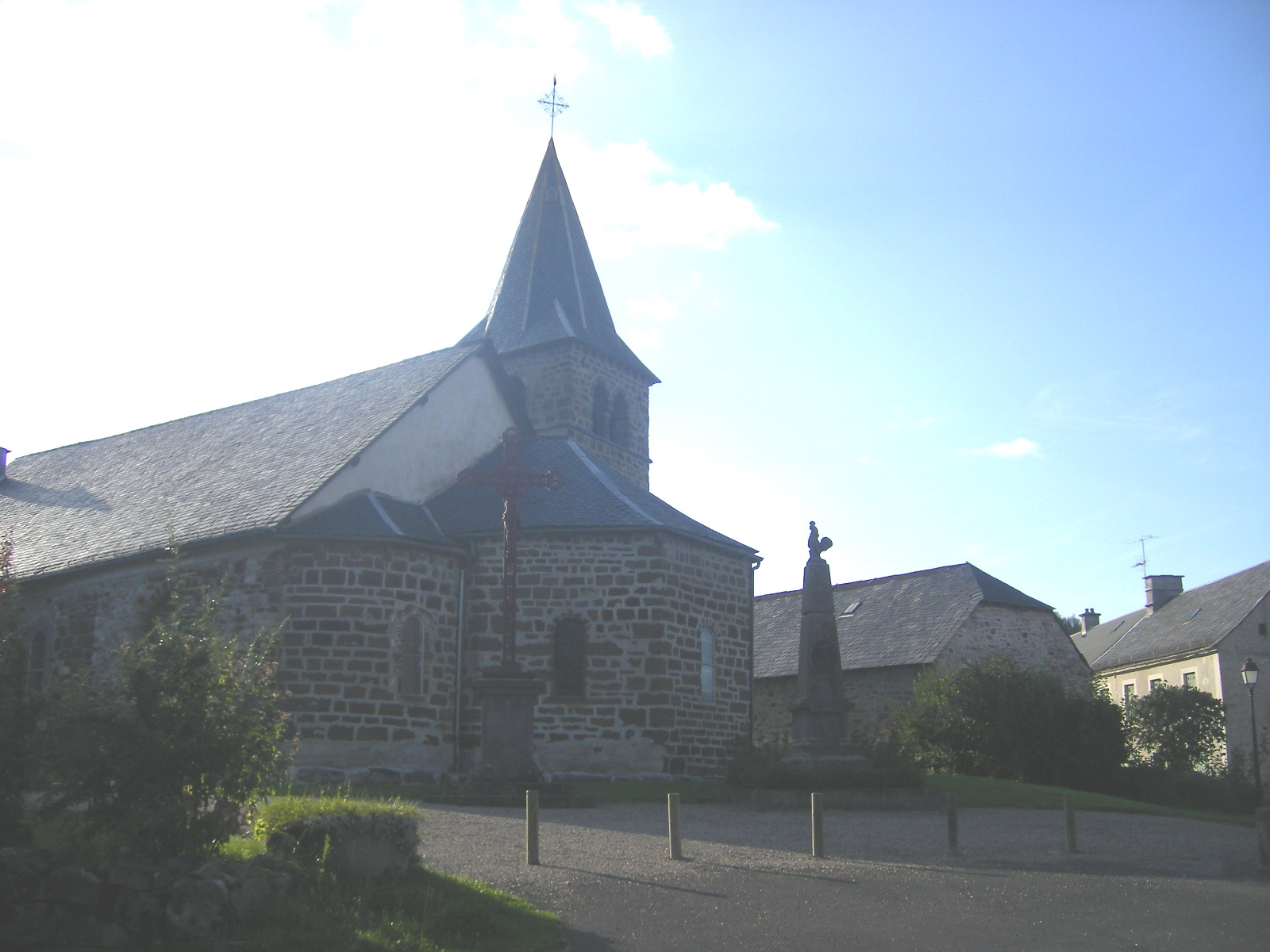
Церковь Сент-Этьен
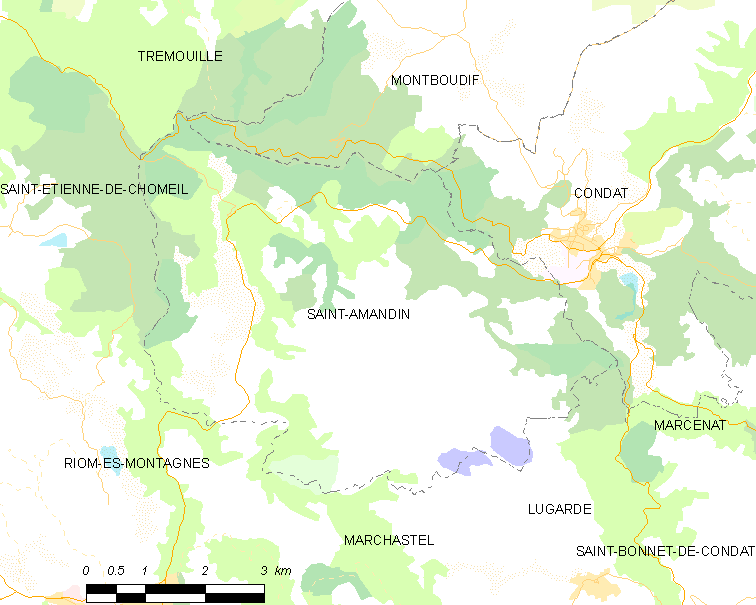
Карта коммуны